# Steven Ugarković
Steven Ugarković (Baulkham Hills, 19. kolovoza 1994.) je hrvatski i australski nogometaš koji trenutačno igra za Osijek kao veznjak.